# The Great Money Caper
The Great Money Caper (рус. Грандиозный розыгрыш) — седьмой эпизод двенадцатого сезона мультсериала «Симпсоны». Впервые вышел в эфир 10 декабря 2000 года.

## Сюжет
Симпсоны посещают Волшебный замок, в котором выступают самые разные фокусники. Мардж даже удаётся поучаствовать в фокусе с гильотиной. Воодушевившись примером фокусников, Барт просит у Гомера купить ему набор юного фокусника, на что отец неохотно соглашается. По дороге домой на бампер машины Симпсонов с русской космической станции «Мир» падает огромная осетрина и теперь Гомеру нужны деньги, чтоб починить покорёженный бампер. Отец с сыном решают заработать денег на починку автомобиля с помощью магического набора Барта. Но у мальчика не удаётся впечатлить публику фокусами и поэтому они с Гомером ссорятся и отец уезжает домой один, без сына. Барт с грустью садится на бордюр и растроганные люди решают, что у Барта нет денег на проезд. Поэтому они отдают мальчику все свои деньги. Так у отца и сына появляется идея быстрого заработка: теперь Барт играет роль «жертвы» своего «жестокого» отца, который за каждый «прокол» своего сына обещает жестоко его наказать и, дабы не допустить семейного насилия, горожане платят деньги за якобы причинённый ущерб. Вскоре Гомер получает достаточно денег для починки машины, однако считает, что этого недостаточно, и предлагает Барту и дальше зарабатывать деньги нечестным путём.
Тут неожиданно в дело вмешивается Дедушка Симпсон. Он рассказывает нашим героям о том, что сам когда-то был большим обманщиком и теперь хочет совершить крупную аферу с жителями Спрингфилдского Дома престарелых: Гомер якобы дарит Эйбу чек на десять миллион долларов, от чего у дедушки «случается» сердечный приступ. Теперь чек придётся отнести назад, ведь переписывание его на счёт пенсионеров-сожителей Эйба стоит денег. Старики радостно скидываются на перепись чека, однако среди них находится переодетый агент ФБР, который арестовывает Гомера и Барта (Дедушке удаётся сбежать). Агент предлагает мошенникам добровольно сдаться Шефу Виггаму, пока он останется с машиной как вещдоком. Но лишь только Барт с Гомером оказываются в камере (их не посадили, они сами попросили Виггама осмотреть камеру, чтобы надуть ФБР-щика), они узнают, что тот сам обманул Симпсонов — он оказался угонщиком и теперь он угнал седан Гомера. Гомер решает и дальше врать Мардж, будто машину угнал «некий иностранец». На следующее утро в новостях показывают шокирующую новость: полиция поймала угонщика, им оказался Садовник Вилли, больше всего подходящий под показания Гомера. И вот бедолагу Вилли судят ни за что! Барт пытается уговорить отца сказать правду, но тот всё откладывает её на потом. В конце концов Вилли признают виновным и тогда разъярённый садовник выходит из себя — отобрав пистолет у полицейского, он простреливает причёску Мардж и убивает Директора Скиннера. Увидев это, Гомер в конце концов разрыдался и признался всем о своём вранье.
И только после этого выясняется, что всё это — гигантский розыгрыш… в котором разыграли Гомера и Барта! Оказалось, что машину Гомера угнал актёр по имени Девон Брэдли, а всё прочее (включая теленовости, суд и полицию) — всё это лишь для того, чтобы Гомер и Барт признались о мошенничестве. По-настоящему досталось только Вилли, который не был осведомлён о планах спрингфилдчан и думал, что его действительно хотят посадить за решётку. Гомер очень расстроен из-за случившегося розыгрыша, но вскоре он забывает обо всём, так как на пляже Спрингфилда собрались большие волны и все, включая Гомера, пошли заниматься сёрфингом.